# مقاطعة بارك (إنديانا)
مقاطعة بارك (بالإنجليزية: Parke County, Indiana)‏ هي إحدى مقاطعات ولاية إنديانا في الولايات المتحدة. تأسست سنة 1821، بلغ عدد سكانها 17339 نسمة في عام 2010 حسب إحصاء مكتب تعداد الولايات المتحدة وتصل الكثافة السكانية فيها 15 نسمة/كم2.

## أعلام
- ديفيد ويزلي فيني

## وصلات خارجية
- www.parkecounty.org
- United States Counties